# Earthsiege 2
Earthsiege 2 è un videogioco di simulazione di veicoli di vario genere, con componenti di simulatore di volo e di tattica in tempo reale, con paesaggio, unità e strutture 3D; questo è ambientato in un mondo devastato di un ipotetico futuro prossimo sulla Terra e sulla Luna, durante un'immaginaria guerra, in cui si deve controllare e costruire veicoli da battaglia di tipo mecha (con zampe meccaniche), detti herculan o herc, più un velivolo speciale, occupandosi di una squadra di piloti.
Il titolo è stato sviluppato da Sierra e distribuito nell'anno 1996.
Questo è il seguito di Metaltech: Earthsiege distribuito nell'anno 1994 e fatto anch'esso dalla stessa casa di sviluppo, e ha avuto un'espansione.

## Modalità di gioco
La campagna per il gioco in singolo comprende in sequenza decine di scenari (con filmati di intermezzo fatti dal vivo sui compiti da svolgere di volta in volta "briefing") che sono raggruppati in alcune minicampagne di molte missioni con obiettivi multipli di vario tipo da raggiungere in serie sulla mappa (con vari livelli di difficoltà crescenti) relativa agli umani contro le macchine controllate da computer Cybrids ibridi-cibernetici; inoltre vi è la possibilità di gareggiare su una singolo scenario di battaglia.
Poi sono presenti anche alcune missioni di pratica per imparare le nozioni di base del gioco (simili a lezioni "tutorial") e una completa guida molto comoda con la descrizione di tutte le varie cose presenti.